# Montmagny (Vaud)
Pour les articles homonymes, voir Montmagny.
Montmagny est une ancienne commune vaudoise et une localité suisse de la commune de Vully-les-Lacs, située dans le district de la Broye-Vully.

## Histoire
Montmagny est mentionné au XIIIe siècle sous le nom de Manniaco et en 1458 sous le nom de Montmagniel. En 1872, les fouilles de tumulus dans le Bois Rosset mirent au jour des bracelets et des anneaux en bronze. On releva des attestations d'une relative autonomie communale en 1393 et 1496. Mais, durant tout l'Ancien Régime, Montmagny ne forma qu'une seule commune avec Constantine. La séparation eut lieu en 1811. Le partage conserva à Montmagny des terres dans la plaine de la Broye. Montmagny fit partie du district d'Avenches de 1798 à 2006 (district fribourgeois de 1798 à 1803).
Montmagny était rattaché à la paroisse de Constantine. L'école est fermée depuis 1981. On trouve à Montmagny un château d'eau d'architecture originale de 1929. L'abbaye des bourgeois, fondée en 1669, possède encore des fonds. C'est une commune agricole et viticole (11 hectares de vignoble en 1920, 4,5 en 1990).
Au 1er juillet 2011, Montmagny a fusionné avec les communes de Bellerive, Chabrey, Constantine, Mur, Vallamand et Villars-le-Grand pour former la nouvelle commune de Vully-les-Lacs. Le dernier syndic de l'ancienne commune de Montmagny se nommait Jacques Loup.

## Géographie
Montmagny (565 m) est située sur la crête du Mont Vully, entre les lacs de Neuchâtel et Morat, à 6 km au nord d’Avenches. En 1997, le territoire était constitué de 3 % de zones bâties, de 19 % de zones forestières, de 76 % de zones agricoles, et d’un peu moins de 2 % de terres improductives. C’est d’ailleurs dans ce petit village que l’on cultive et vinifie les meilleurs raisins et vins suisses.

## Population
Avec 172 habitants (fin 2004) Montmagny appartenait aux petites communes du canton de Vaud. La population de Montmagny s’élevait à 201 habitants en 1860, puis 191 habitants en 1900. Après que le nombre d’habitants ait diminué jusqu’à 129 en 1990, un accroissement significatif de la population a été enregistré depuis lors. La langue officielle est le français, parlée par 80,8 % de la population, 12,8 % de la population parle allemand et 2,6 % portugais (2000). La population est à un peu plus de 60 % protestante et un peu plus de 20 % catholique (2000). Les personnes originaires de Montmagny portent le nom de famille « Loup » ou « Verdon », surnommés les Bourgeois de Montmagny.

## Héraldique
|  | ancien blason de la commune |